# Arnfinn Bergmann
Arnfinn Bergmann (Strinda, 14 oktober 1928 - Trondheim, 13 februari 2011) was een Noors schansspringer. Bergmann behaalde tijdens de wereldkampioenschappen in 1950 de bronzen medaille, twee jaar later in eigen land veroverde Bergmann de gouden olympische medaille in Oslo.In het seizoen 1953/1954 behaalde Bergmann de vijfde plaats tijdens de Vierschansentoernooi.

## Resultaten
- Wereldkampioenschappen 1950 in Lake Placid  op de grote schans
- Olympische Winterspelen 1952 in Oslo  op de grote schans

1924: Jacob Tullin Thams ·
1928: Alf Andersen ·
1932: Birger Ruud ·
1936: Birger Ruud ·
1948: Petter Hugsted ·
1952: Arnfinn Bergmann ·
1956: Antti Hyvärinen ·
1960: Helmut Recknagel ·
1964: Toralf Engan ·
1968: Vladimir Belooesov ·
1972: Wojciech Fortuna ·
1976: Karl Schnabl ·
1980: Jouko Törmänen ·
1984: Matti Nykänen ·
1988: Matti Nykänen ·
1992: Toni Nieminen ·
1994: Jens Weißflog ·
1998: Kazuyoshi Funaki ·
2002: Simon Ammann ·
2006: Thomas Morgenstern ·
2010: Simon Ammann ·
2014: Kamil Stoch ·
2018: Kamil Stoch ·
2022: Marius Lindvik